# UN-Sonderberichterstatter zu Giftstoffen und Menschenrechten
Der UN-Sonderberichterstatter für Giftstoffe und Menschenrechte ist ein Amt der Vereinten Nationen, dass 1995 von der UN Commission on Human Rights geschaffen wurde. Aufgabe des Berichterstatters ist die Überprüfung des Menschenrechtsschutzes im Bezug auf toxische Substanzen und Chemikalien.

## Mandat
Laut der aktuellen Resolution 45/17, die im Oktober 2020 vom UN-Menschenrechtsrat verabschiedet wurde, umfasst das Mandat des Sonderberichterstatters die Berichterstattung zu folgenden Themen:
1. Negative Auswirkungen von Giftstoffen auf Personen und Gruppen (inkl. indigene Völker) in vulnerablen Situation,
2. Schnittstellen zwischen Wissenschaft und Politik im Bereich der Lebenszyklusanalysen von Giften oder chemischen Substanzen; außerdem Berichte über Risiken für das Recht auf freie Meinungsäußerung, das u. a. das Freiheit auf unabhängige Informationen und das Recht auf Beteiligung am wissenschaftlichen Fortschritt beinhaltet,
3. Entwicklungen, Lücken und Defizite der Effektivität internationaler regulatorischer Mechanismen im Bezug auf Giftstoffe und Müll,
4. Menschenrechtsangelegenheiten bezüglich umweltfreundlichen Managements und Entsorgung von Giftstoffen und Abfällen durch transnationale und/oder nationale Unternehmen

## Geschichte
1995 erteilte die Menschenrechtskommission den Auftrag, die Auswirkungen der gefährlicher Stoffe und Giftmüll auf die Menschenrechte zu untersuchen. Dazu gehörten die Auswirkungen von Trends wie illegaler Handel und die Freisetzung giftiger und gefährlicher Produkte während militärischer Aktivitäten, Krieg und Schiffbruch. Weitere vom Mandat umfasste Bereiche sind medizinische Abfälle, mineralgewinnende Industrien (insbesondere Öl, Gas und Bergbau), Arbeitsbedingungen in der verarbeitenden Industrie und in der Landwirtschaft, Konsumgüter, Umweltemissionen gefährlicher Stoffe aus allen Quellen und die Entsorgung von Abfällen.
Im Jahr 2011 bekräftigte der UN-Menschenrechtsrat, dass gefährliche Stoffe und Abfälle eine ernsthafte Bedrohung für die uneingeschränkte Wahrnehmung der Menschenrechte darstellen können. Er erweiterte das Mandat auf den gesamten Lebenszyklus gefährlicher Produkte, von der Herstellung bis zur endgültigen Entsorgung. Dies ist als Cradle-to-Grave-Ansatz bekannt. Die rasche Beschleunigung der chemischen Produktion legt die Wahrscheinlichkeit nahe, dass dies eine zunehmende Bedrohung darstellt, insbesondere für die Menschenrechte der am stärksten gefährdeten Teile der Gesellschaft.
Die UNO bekräftigt, dass die Staaten durch internationale Menschenrechtsgesetze verpflichtet sind, aktive Maßnahmen zu ergreifen, um zu verhindern, dass Einzelpersonen und Gemeinschaften toxischen Substanzen ausgesetzt werden. Gefährdete Mitglieder der Gesellschaft gelten oft als am stärksten betroffen. Dazu gehören Menschen, die in Armut leben, Arbeiter, Kinder, Minderheiten, indigene Völker, Migranten und andere gefährdete oder anfällige Gruppen.

## Inhaltliche Schwerpunkte
Im Folgenden eine Auswahl von Themen, die durch den Sonderberichterstatter behandelt wurden:
- Im März 2022 reichte die Human Rights Watch einen Antrag zum Bericht des Sonderberichterstatters in Bezug auf Quecksilber, handwerklichen und kleinen Goldabbau ein. Quecksilber wird im Bergbau verwendet, um das Gold aus dem Erz zu gewinnen. Quecksilber, das für Kinder besonders schädlich ist, greift das zentrale Nervensystem an und kann Hirnschäden verursachen und sogar zum Tod führen. Die Bergbauarbeiten werden oft von Kinderarbeitern ausgeführt, die wenig oder falsche Informationen über die Gefahren von Quecksilber haben.[3]
- 2021 – Bericht: Die Stufen des Kunststoffkreislaufs und ihre Auswirkungen auf die Menschenrechte Der Bericht hebt die Auswirkungen toxischer Zusatzstoffe in Kunststoffen und die Lebenszyklusstadien von Kunststoffen auf die Menschenrechte hervor, einschließlich der Rechte von Frauen, Kindern, Arbeitnehmern und indigenen Völkern. Kunststoffen werden häufig giftige Chemikalien zugesetzt, die ernsthafte Risiken für die Menschenrechte und die Umwelt mit sich bringen. Der Sonderberichterstatter gibt Empfehlungen ab, die darauf abzielen, die negativen Auswirkungen von Kunststoffen auf die Menschenrechte anzugehen.[4]

- 2015 – Bericht: Auskunftsrecht über Gefahrenstoffe und Abfälle In diesem Bericht verdeutlicht der Sonderberichterstatter den Umfang des Rechts auf Information während des gesamten Lebenszyklus von gefährlichen Stoffen und Abfällen, identifiziert Herausforderungen, die bei der Verwirklichung dieses Rechts aufgetreten sind, und skizziert mögliche Lösungen für diese Probleme. Diskutiert werden Pflichten der Staaten und Verantwortlichkeiten der Wirtschaft bei der Umsetzung des Rechts auf Information über gefährliche Stoffe und Abfälle.[5]

## Bisherige Sonderberichterstatter
Der Sonderberichterstatter wird vom UN-Menschenrechtsrat ernannt. Der ernannte Experte wird vom Menschenrechtsrat aufgefordert, Initiativen zur Förderung und zum Schutz der Menschenrechte zu prüfen und den Mitgliedstaaten darüber Bericht zu erstatten, die durch die unsachgemäße Handhabung gefährlicher Stoffe und Abfälle beeinträchtigt werden. Seit 2020 hat der Juraprofessor Marcos A. Orellana das Amt des Sonderberichterstatter inne.
Bisherige Sonderberichterstatter waren:
- Baskut Tuncak (Türkei/USA), 2014–2020
- Marc Pallemaerts (Belgien), 2012–2014
- Călin Georgescu (Rumänien), 2010–2012
- Okechukwu Ibeanu (Nigeria), 2004–2010
- Fatma Zohra Ouhachi-Vesely (Algerien), 1995–2004[2]